# 대구부계초등학교
대구부계초등학교는 대한민국 대구광역시 군위군 부계면 창평리에 있는 초등학교다.

## 학교 연혁
- 1932년 10월 1일 4년제 부계공립보통학교 개교
- 1938년 4월 1일 부계공립심상소학교 개편
- 1941년 4월 1일 부계공립국민학교 개편
- 1950년 5월 13일 창평국민학교 승격 분리
- 1953년 4월 1일 부계국민학교 개칭
- 1983년 3월 1일 병설유치원 개원
- 1996년 3월 1일 부계초등학교 개편
- 2012년 3월 1일 대율초등학교·산성초등학교 폐교 및 본교 통폐합
- 2023년 7월 1일 대구부계초등학교로 개칭
- 2024년 2월 7일 제83회 졸업(총 3422명)
- 2024년 3월 1일 제34대 윤병순 교장 부임
- 2024년 3월 1일 6학급 편성, 유치원 1학급
- 2025년 6월 1일 대구고매초등학교·대구의흥초등학교·대구효령초등학교 분교장 격하 편입, 대구의흥초등학교 석산분교장 편입

## 학교 상징
- 교화 - 국화 : 국화는 전 세계 각국의 산과 들에서 볼 수 있는 꽃으로 특히 동양에서는 예로부터 사군자(매화, 난초, 국화, 대나무)의 하나로 귀한 대접을 받았다.

평화, 지혜, 성실 등을 의미하는 국화의 꽃말처럼 우리 부계 어린이들의 아름다운 삶을 응원하는 의미를 담고 있다.
- 교목 - 느티나무 : 느티나무는 어디에서나 잘 자라는 수명이 긴 큰 나무이다.

느티나무가 우리에게 내어주는 커다란 그늘과 바람처럼 우리 부계 어린이들이 어려움은 함께 덜고 기쁨은 같이 나누며 따뜻한 마음으로 삶의 주인공이 되어 미래를 향해 힘차게 나아가자는 의미를 담고 있다.

## 참고 자료
- 대구부계초등학교 - 한국교육학술정보원 학교알리미